# Telenovela
La telenovela o teleromanzo è un genere di serial televisivo nato in America Latina. In un numero di puntate in media di oltre 100 episodi, narra minutamente le vicende familiari e spesso sentimentali e personali di una coppia o di un gruppo fisso di personaggi.

## Definizione
Per i maggiori paesi produttori (Brasile, Messico, Argentina, Colombia e Venezuela e in misura minore anche Bolivia, Cile e Perù) la telenovela è diventata risorsa di esportazione, diventando un fenomeno commerciale, mediatico e di costume di livello planetario, cui le Nazioni Unite in una conferenza mondiale sulla popolazione del 1984 hanno attribuito un importante ruolo sociologico.
A questo proposito è noto il "fenomeno telenovele" capace, come osservava il professore americano di sociologia delle comunicazioni Thomas Tufte, di svuotare le strade di 50 punti percentuali. Oggi comunque il mercato delle telenovele sta subendo un lieve calo, dovuto sia al successo di altri generi, come i reality show, sia perché ogni paese ha cominciato produzioni autoctone del genere.

## Storia

### Nascita
La telenovela è l'adattamento per la televisione della narrativa seriale dell'Ottocento, che però non ebbe fortuna nella società coloniale brasiliana. Infatti il Brasile, terra natia della telenovela, non si evolveva al ritmo dell'Europa e le condizioni socioeconomiche e culturali sembravano avverse alla fioritura di questo genere. Tuttavia verso la metà del XX secolo prese piede in Brasile la radionovella importata da Oduvaldo Viana (direttore di Rádio São Paulo) dall'Argentina.
Il successo della radionovella in Brasile e a Cuba fu grande e ne incrementò la produzione in maniera vertiginosa: tra il 1943 e il 1945 Rádio Nacional trasmise 116 radionovelle per un totale di circa 3.000 capitoli.
Così il "genere seriale" divenne popolare e nel 1951 ci fu il primo trapianto dalla radio alla tv che fu quello di Sua vida me pertence che andò in onda su TV Tupi della città di San Paolo su scrittura e direzione di Walter Foster. Questa telenovela resterà in tv fino al 1963 quando inizieranno a diffondersi i teleromanzi con puntate quotidiane.

### Il successo
Ma per una produzione autoctona del teleromanzo che non si ispirasse al romanzo d'appendice o ai drammi teatrali bisogna aspettare il 1963 quando apparve in Brasile la prima telenovela a episodi giornalieri: 2-5499 ocupado, su sceneggiatura di Dulce Santucci, un vero prodotto di fiction realizzato dal nuovo mezzo, sebbene si trattasse del remake di una produzione radiofonica argentina, 0597 Da Ocupado. Nel 1965 O direito de nascer rovesciò ogni ragionevole aspettativa: la telenovela spopolò su tutto il territorio nazionale brasiliano e cominciò a diffondersi anche in Cile, Argentina e Bolivia, ma ben presto venne anche in Europa, in Asia e negli Stati Uniti d'America dove cominciò a competere con il genere soap opera, riuscendo, in molti casi, a batterlo ottenendo ascolti più alti.
Nel 1964 le opinioni sulla telenovela cominciarono a convergere tutte verso l'entusiasmo per questa nuova forma di intrattenimento.
I teleromanzi in breve divennero terreno di scontro tra le emittenti televisive. La telenovela crebbe, passando dal +2% al +18%, e superò altri generi di intrattenimento molto sentiti in Brasile, come programmi di varietà o programmi comici. Tra il 1963 e il 1969 il "genere telenovela" si consolidò e vennero prodotti più di 50 testi giornalieri, risultato di una vera e propria guerra per l'audience.
Oggi i maggiori produttori di telenovele sono la Televisa in Messico, la Telemundo negli Stati Uniti, TV Globo in Brasile, la Caracol e la RCN in Colombia e la Venevisión e la RCTV in Venezuela .

## Caratteristiche
La telenovela è un racconto seriale (generalmente con protagoniste ragazze) che ha lo scopo di tenere desta l'attenzione dei suoi telespettatori e quindi fa un assai ricco uso di colpi di scena, capovolgimenti imprevisti, indizi premonitori, rivelazioni clamorose e risolutive e fondamentale è il meccanismo a puntate: la narrazione si interrompe sistematicamente nel punto culminante, quando l'attesa dei telespettatori diventa spasmodica (effetto cliff-hanging).
Di puntata in puntata la trama si può evolvere potenzialmente all'infinito, inventando di volta in volta svolgimenti e soluzioni nuovi. Il milieu narrativo è basato su faide familiari, tradimenti, ingiustizie, amori contrastati, fughe, agguati e travestimenti, figli illegittimi, conflitti generazionali e di classe e figure femminili di grande spessore.
La psicologia dei personaggi è elementare e c'è una netta bipartizione del Bene e del Male, avvalendosi così del manicheismo e distribuendo in maniera inequivocabile attributi sociali e personali: la giustizia e l'ingiustizia, la felicità e l'infelicità, l'amore e l'odio, strutturando così l'Universo per antinomie, dove l'eroe (e più spesso l'eroina) è sempre redentore o martire, convivendo con la sofferenza e gli ostacoli che la vita gli porge dinanzi.
Il meccanismo, infine, sfocia obbligatoriamente nel lieto fine con una distribuzione di premi ai buoni e di condanne ai cattivi. La narrazione ha così un fine consolatorio che compensa in qualche modo le disperazioni dei telespettatori nella vita reale e induce loro positività nell'esistente. Il linguaggio usato, invece, è popolare, approssimativo, pieno di frasi fatte e formule ricorrenti, con un vocabolario povero e banale ma allo stesso tempo gonfio ed enfatico. Ciò sia perché è rivolto ad un pubblico di poca cultura, sia perché deve soddisfare le esigenze del consumo, garantendo dunque una produzione rapida.

## Differenze con la soap opera
La principale differenza che distingue la soap opera dal teleromanzo è la durata: mentre la soap opera è destinata a riscuotere successo e durare per tempi decennali (basti pensare alla celebre soap opera Sentieri della CBS che si concluse dopo oltre 15 000 puntate), la telenovela viene programmata per una durata limitata che spazia mediamente dalle 120 alle 200 puntate.
Inoltre la telenovela ha una struttura più semplice, si concentra su una coppia protagonista piuttosto che su interi gruppi familiari e il susseguirsi degli episodi è teso allo scioglimento dell'intreccio narrativo, nonché spesso si ambienta in epoche passate (nell'Ottocento) o subisce diversi salti temporali nel volgere della storia (elemento pressoché assente nelle soap).
Altra caratteristica importante è la forte ripercussione economica che i teleromanzi hanno nei Paesi che le producono, a differenza delle soap opera. Infatti, per introiti economici, le telenovele in Brasile, Argentina, Venezuela, Colombia e Messico, per citarne alcuni, si possono paragonare al cinema hollywoodiano.

## Telenovela nel XXI secolo
Nel XXI secolo le telenovele sono profondamente mutate rispetto agli anni passati. Infatti una volta questi erano dei programmi destinati a riempire i vuoti di programmazione delle emittenti, erano quindi prodotte con un basso budget che ne determinava una scarsa qualità, sia nei costumi che negli ambienti, molto ristretti e con una bassissima percentuale di riprese esterne.
In seguito invece i teleromanzi sono viste non più come programmi destinati solo a persone di scarsa cultura, ma come veri e propri romanzi a puntate che, puntando molto sulla qualità, devono tenere il telespettatore sempre attento alla scena. Per questo le telenovele presentano una qualità maggiore dei dialoghi e soprattutto degli studi, molto più realistici rispetto al passato, e che contano su numerose riprese esterne, infatti le case produttrici, più che sulla quantità di format prodotti, puntano sulla fattura degli stessi, che devono presentarsi qualitativamente soddisfacenti.
Le telenovele più recenti presentano una trama differente rispetto a quelle prodotte in passato, che narravano generalmente le vicende di una ragazza di umili origini che si innamorava di un uomo di elevato livello sociale. Oltre alla classica storia d'amore si affiancano argomenti di attualità, come la criminalità, la clonazione, il contrabbando e altri temi reali che rendono la storia più realistica e coinvolgente per il telespettatore.

### La nuova frontiera: le narconovelas
Tra la fine degli anni 2000 e l'inizio degli anni 2010 prende piede un nuovo sottogenere: la 'narconovela' ovvero quei serial ambientati nel mondo dei narcotrafficanti, caratterizzate da scene di sparatorie e omicidi; le narconovelas stanno riscuotendo molto successo, soprattutto nel pubblico maschile (rompendo dunque con la tradizione che vedeva le telenovele come una tipologia di programma rivolto prettamente ad un pubblico femminile) anche se non mancano di suscitare polemiche nei paesi in cui queste vengono trasmesse in quanto accusate di fare un'apologia dei narcotrafficanti e del crimine e di dare dunque un cattivo esempio alle giovani generazioni che sarebbero indotte ad imitare le gesta dei protagonisti.
Esempio di narconovela di successo è El cartel - amore e narcotraffico, coproduzione internazionale tra Colombia, Messico e Stati Uniti d'America, andata in onda tra il 2008 ed il 2010 trasmessa brevemente anche in Italia su Cielo.

### La Telecomedia
Un nuovo genere di telenovela nato negli ultimi anni e prodotto soprattutto in Argentina è la telecomedia.
Essa rappresenta un genere televisivo ibrido tra la telenovela, di cui mantiene i temi e la lunga serialità, ed il telefilm, da cui eredita invece lo stile narrativo dai toni più leggeri.
La telecomedia, quindi, tratta la narrazione in modo più soft, con dialoghi più brevi e affiancando ai momenti drammatici e romantici, anche numerose scene comiche e personaggi buffi.
Ad oggi l'unica telecomedia arrivata in Italia è stata Una famiglia quasi perfetta.

## Telenovela Disney
Già da 20 anni a questa parte il successo di questo genere televisivo ha permesso di produrre telenovela anche per un target più giovane, soprattutto in Argentina dove sono state girate serie che hanno avuto un grande successo sia in patria che in Italia come Il mondo di Patty, Flor - Speciale come te e Incorreggibili. E la Disney, che prima si concentrava solo su cartoni, film e sit-com, vedendo il successo di queste serie ha deciso d'iniziare a puntare su questo format. Finora ne sono state create 3, Violetta, prodotta nel 2012, Soy Luna, uscita nel 2016 e Bia nel 2019 girate in Argentina, le prime 2 formate da 3 stagioni e da 240 episodi totali. Fino ad ora Violetta e Soy Luna hanno rivoluzionato il modo di vedere le telenovele del mondo, diventando dei fenomeni di costume a livello mondiale, grazie a Soy Luna per esempio molte bambine hanno iniziato a pattinare. La fama di queste serie è molto alta tant'è che sia Violetta che Soy Luna sono tra le serie di Disney Channel più viste di sempre in Europa dopo Hannah Montana. Gli incassi dovuti alla vasta quantità di merchandising e alla vendita dei biglietti dei concerti ha fatto incassare alla Disney milioni di dollari. Il successo di queste serie si può vedere anche sui social, su YouTube ad esempio i video musicali di Soy Luna sono i più visualizzati di una serie Disney, e Violetta è al secondo posto. Queste due serie hanno in comune anche diversi attori, ed hanno dato vita a veri e propri idoli adolescenziali come Martina Stoessel, Karol Sevilla, Ruggero Pasquarelli e Lodovica Comello.

## Telenovela di Nickelodeon
Come per la Disney, anche il canale televisivo Nickelodeon ha deciso di produrre telenovele per un target giovanile. La prima è stata Isa TVB nel 2008 che ha raggiunto un buon successo in Venezuela, la madre patria, e nel resto dell'America Latina, tanto da produrre una seconda stagione girata in Colombia. La seconda è stata la telenovela argentina Sueña conmigo, che conta un'unica stagione da 150 episodi. La terza è stata Grachi, girata a Miami, che è ad ora la telenovela di Nickelodeon ad aver avuto più successo nel mondo, tanto da essere l'unica ad aver avuto una terza stagione. La quarta è stata Miss XV - MAPS girata in Messico in co-produzione con Televisa, questa serie ha avuto un grande successo in madre patria, e da essa è uscita la band Eme 15. La quinta è stata 11-11: En mi cuadra nada cuadra, che non ha avuto successo. La sesta è stata Io sono Franky, girata nel 2015 in Colombia, che conta 2 stagioni da 160 episodi. La settima è stata Heidi Bienvenida, che non ha avuto successo. L'ottava è stata Vikki cuori in pista che non ha avuto successo. La nona è stata Kally's Mashup, girata in Argentina, che con 2 stagioni da 120 episodi ha avuto un buon successo sia in America Latina che in Europa, ed è l'unica serie di Nickelodeon di cui hanno fatto un film. La decima è stata la telenovela colombiana Noobees, che conta 2 stagioni da 120 episodi. L'undicesima è stata Club 57, in collaborazione con Rainbow, girata nel 2019 a Miami e in Italia. Tutte e 11 queste telenovela sono state trasmesse in Italia da vari canali kids, come Rai Gulp, Boing e TeenNick.

## Telenovela nei vari paesi

### Argentina
I maggiori produttori in questo paese sono Telefe, Canal 13, Pol-ka Producciones e Ideas del Sur. La maggior parte delle telenovele per adolescenti sono registrate in Argentina, oltre che in Messico. Alcuni esempi sono: Rebelde Way, Teen Angels, Flor - Speciale come te, Il mondo di Patty, Incorreggibili, Niní, Champs 12, Violetta, Cata e i misteri della sfera e Sueña conmigo, Soy Luna che hanno avuto un buon successo sia nel paese nativo sia in altri stati.
Ma non si producono solamente telenovele adolescenziali. L'Argentina infatti, specialmente negli anni ottanta e novanta, è stata la patria delle telenovele per eccellenza. Hanno recitato in produzioni argentine, attrici messicane come Verónica Castro e venezuelane come Grecia Colmenares e Jeannette Rodríguez Delgado, solo per citarne alcune, nonché grandi stelle nazionali del calibro di Andrea del Boca, Gabriel Corrado, Jorge Martínez, Raul Taibo, Luisa Kuliok, María Rosa Gallo, Lydia Lamaison e Gustavo Bermúdez, che sono diventati molto popolari anche in Italia.

### Bolivia
In Bolivia, le telenovele contengono dramma, musica, amori, paesaggi naturali, situazioni remote a volte basati su avvenimenti reali. Alcune prodotte in questo paese sono: Las Tres Perfectas Solteras, Indira, Tierra Adentro, La Virgen de las 7 calles e Luna de Locos and Tres de Nosotras. Sono state prodotte circa 15 telenovele, anche se la maggior parte di quelle trasmesse provengono da altri paesi (come Argentina, Brasile, Colombia e Messico). Non c'è nessun maggior produttore, quelle registrate in Bolivia sono di produttori indipendenti che nella maggior parte dei casi preferiscono dedicarsi al cinema.

### Brasile
I teleromanzi prodotti in Brasile sono i prodotti più costosi dell'America Latina. Il Brasile è stato uno dei primi paesi in cui è apparso questo genere televisivo, in quanto la prima telenovela proposta, intitolata 2-5499 Ocupado, fu mandata in onda nel 1963 da Rede Excelsior; peraltro nel 1951 TV Tupi aveva già trasmesso una miniserie dal titolo Sua vida me pertence .
Il maggior produttore è divenuto Rede Globo. La telenovela più seguita fino al 2013 è stata Roque Santeiro che ha raggiunto 67 punti di rating, invece quella più venduta ad altri paesi è stata Avenida Brasil con 106 esportazioni.

### Canada
In Canada, il termine 'telenovela' è conosciuto come 'téléromans' come in Francia e sono parte della cultura della provincia francofona di Québec. Il primo ad essere trasmesso è stato La famille Plouffe negli anni 1950.

### Cile
In Cile, le telenovele si concentrano sul tradizionale dramma e sulla classe media. Spesso, vengono registrate al di fuori della città, come per Iorana che è stata fatta nell'Isola di Pasqua. Nella maggior parte dei casi, vengono trasmesse da Canal 13 e Televisión Nacional de Chile che insieme a Mega e Chilevisión hanno creato l'effetto mediatico rinominato come 'guerra di telenovele'.
Le più note sono: Pampa Ilusión, El Señor de la Querencia, Los Pincheira e Adios al Septimo de Linea. Un'altra telenovela cilena trasmessa da poco in vari paesi è Karkú. In Italia è stata trasmessa nel 2012, ha avuto un discreto numero di telespettatori.

### Colombia
Il più importante teleromanzo colombiano è Betty la fea, entrata nel Libro dei Record per essere la telenovela con il maggior numero di remake al mondo, e che ha ottenuto un notevole successo anche in Italia.
I principali produttori sono RTI Producciones e Telemundo; i canali in cui sono trasmesse invece sono Caracol Televisión, TeleVideo e Fox Telecolombia.

### Filippine
Le telenovele prodotte localmente apparvero per la prima volta sulla televisione filippina negli anni 1960, a partire dal programma di ABS-CBN Hiwaga sa Bahay na Bato. Il formato delle telenovela filippine è quasi lo stesso delle telenovele spagnole e messicane, poiché hanno preso in prestito molti elementi tra cui molti cliché. Tuttavia, le telenovele filippine, che ritraggono la realtà delle società filippine (così come gran parte delle altre società asiatiche), si sono evolute nel corso di decenni e presentano caratteristiche specifiche distinte dalla maggior parte delle telenovela del mondo.
La fine degli anni 1980 e 1990 coincisero con la fine della legge marziale e la conseguente espansione delle reti televisive commerciali mentre il governo filippino allentava i controlli sulla stampa e sui media. Con l'aiuto della programmazione simultanea su tutto il territorio nazionale nelle Filippine e l'avvento della "mania della telenovela" scatenata dalle telenovele messicane trasmesse in tutto il mondo, le sitcom filippine precedentemente dominanti erano state in gran parte sostituite da serie drammatiche prodotte in patria in onda sulla televisione di prima serata per incoraggiare una maggiore concorrenza tra le reti e raggiungere più pubblico in tutta la nazione. Esempi di tali telenovela classiche includono Flordeluna, Villa Quintana, Mara Clara, Esperanza, Valiente, Kung Mawawala Ka, Mula sa Puso e Sa Dulo ng Walang Hanggan.
I moderni drammi televisivi filippini sono generalmente chiamati teleserye, un portmanteau delle parole tagalog telebisyon (televisione) e serye (serie), e talvolta sono chiamati P-drama all'estero. Il termine teleserye è nato negli anni 2000 dal Pangako Sa 'Yo, prodotto dall'ABS-CBN, soprannominato dai media filippini come il primo vero teleserye, nonché la serie televisiva filippina singola più ampiamente esportata e guardata all'estero. Nel XXI secolo, le televisioni potrebbero appartenere a uno o più generi come suspense, commedia, politica o fantasia, ma presentavano diverse nuove varianti rispetto alle precedenti telenovela filippine del secolo precedente.

### Italia
Il primo teleromanzo apparso in Italia su una rete privata nazionale è stata La schiava Isaura, produzione brasiliana con protagonista Lucélia Santos, trasmessa da Rete 4 alle 14.00 a partire dal gennaio 1982. La telenovela ottenne un successo clamoroso. Negli anni successivi, fino ai primi anni 2000, lo stesso canale e Canale 5 propongono altre telenovele, con alti picchi di ascolti e co-produzioni insieme ad altri paesi.
Sempre su Rete 4 nel 1982 è andata in onda in prima serata per venti puntate Giorno dopo giorno primo esperimento italiano di telenovela che però non riscosse particolare successo: in questa produzione recitavano anche le allora semi-sconosciute Barbara D'Urso e Maria Teresa Ruta.
Nel 1985 viene registrata la prima telenovela italiana a cadenza quotidiana, Felicità... dove sei trasmessa da Rete A in prima serata per tre sere alla settimana e replicata i pomeriggi successivi alla messa in onda, con protagonista la star delle telenovela messicane Verónica Castro affiancata dalla sorella Beatriz e con il resto del cast tutto italiano, ma la telenovela non ebbe successo ed il Gruppo Editoriale Peruzzo (società proprietaria di Rete A) ci rimise svariati miliardi.
In seguito anche su Canale 5 andarono in onda due teleromanzi interamente italiane: nel 1992 venne trasmessa Edera, prodotta da Fininvest assieme alla Titanus ed interpretata da Agnese Nano e Nicola Farron che riscosse un buon successo e venne venduta anche all'estero; nell'anno seguente, sempre su Canale 5, fu la volta di Senza fine, interpretata da Vanessa Gravina e Giovanni Guidelli che però fu invece un fiasco tanto da essere sospesa e rimessa in onda durante la stagione estiva con il nuovo titolo Camilla, parlami d'amore e dopo quel fiasco Fininvest non produsse più altre telenovele in proprio, ma continuò per molto tempo ancora ad importarle dall'estero per trasmetterle su Rete 4.
Sul fronte della RAI unica produzione classificabile come telenovela prodotta dalla tv pubblica fu Passioni che aveva come protagonisti Anna Bonasso e Vanni Corbellini e venne trasmessa su Rai 1 con discreto successo nel 1989.
Tra il 1991 ed il 1995 andarono in onda su Rete 4 con grande successo alcune co-produzioni italo-argentine: Manuela, La donna del mistero 2, Milagros e Renzo e Lucia - Storia d'amore di un uomo d'onore. Altra telenovela italo-argentina fu Micaela, che però invece non ottenne successo.
Rete 4 ha abbandonato completamente la programmazione di teleromanzi; dal 2009 al 2012 in ambito nazionale a trasmettere telenovele 24 ore su 24 è stato il canale 135 di Sky, Lady Channel che ha replicato gran parte delle telenovele trasmesse in Italia negli anni ottanta e novanta ed ha avviato la rubrica 'Lady en espanol', trasmettendo alcune telenovela sudamericane degli anni 2000 (inedite in Italia), in lingua originale e sottotitolate in italiano, con lo scopo di far imparare la lingua spagnola ai telespettatori del canale. I titoli trasmessi dalla rubrica sono stati: Mientras haya vida, Pasión Morena, Cuidado con el angel, Sortilegio, Vidas robadas, Cielo rojo, Se busca un hombre, Botineras, Vuelveme a Querer, Padre Coraje e 099 central. La stessa rete, in seguito al buon riscontro ricevuto con queste telenovele in lingua originale, ha trasmesso anche due telenovela, allora inedite, doppiate in italiano: la venezuelana Dolce Valentina (2002) e la brasiliana Pagine di vita (2007).
Dal 1º agosto 2012 Lady Channel viene sostituita dal canale gratuito Vero Capri che trasmette repliche di telenovele dell'ex canale Sky.
Gli ultimi acquisti effettuati in Italia in campo di telenovele sono: la coproduzione colombiana-messicana El cartel - Amore e narcotraffico, trasmessa brevemente su Cielo nel 2011, la spagnola Il segreto trasmessa con grande successo su Canale 5 dall'estate del 2013 (la rete, visti gli alti ascolti registrati dal serial, trasmette Il segreto oltre che al pomeriggio, anche la domenica in prima serata), la statunitense Pasión prohibida, in onda ogni giovedì in prima serata su Rai 2, l'argentina Violetta in onda su Rai Gulp dal 6 gennaio 2014, la co-produzione tra Portogallo e Brasile Legàmi, in onda dal 24 maggio 2014 su Rai 1 e la spagnola Cuore ribelle, in onda su Canale 5 a partire da giugno 2014.
Vanno inoltre ricordate: Eva Luna, girata a Los Angeles; Una famiglia quasi perfetta, prodotta in Argentina e Gabriela, realizzata in Brasile, tutte sbarcate in Italia nel 2014.
A partire dal 2 febbraio 2015, la programmazione mattutina del canale Mediaset Extra è occupata dal contenitore Novela, che trasmette varie telenovela, tra le quali Pasión Morena, trasmessa per la prima volta doppiata in italiano. Viene mandata in onda anche in prima visione la telenovela messicana Amore senza tempo.

### Messico
Come in Argentina anche in Messico producono tante telenovele destinate agli adolescenti come: La CQ - Una scuola fuori dalla media, Miss XV - MAPS, Clase 406, Atrévete a soñar, Cecco della botte, Lola, érase una vez e la telenovela di successo mondiale record di ascolti in tutto il mondo Rebelde, da dove nacque la famosissima band RBD
I maggiori produttori di telenovela sono Televisa e TV Azteca.
Questo paese è stato uno dei primi a produrre telenovele ed è divenuto uno dei maggiori esportatori di programmi seriali. In Italia la maggiore diffusione di telenovela messicane si ebbe ad opera di Rete A, che trasmetteva le più famose serie con protagonista Verónica Castro, come, ad esempio, Anche i ricchi piangono e Rosa selvaggia.
Recenti telenovele messicane trasmesse nel nostro Paese sono state Pasión Morena, Mientras haya vida, Cuidado con el angel e Sortilegio.

### Portogallo
Il primo teleromanzo portoghese è stata Vila Faia nel 1982. La tv di stato RTP trasmette telenovela brasiliane prodotte da Rede Record ed SBT e telenovela angolane, SIC trasmette telenovela brasiliane prodotte da Rede Globo, mentre TVI trasmette telenovela autoprodotte. Negli ultimi anni anche la SIC ha iniziato a produrre delle proprie telenovela, anche se sono rifacimenti di produzioni argentine e brasiliane. L'unica telenovela portoghese arrivata in Italia è Legàmi, prodotta proprio dalla SIC e che partirà in prime time dal 24 maggio 2014 su Rai 1.

### Repubblica Dominicana
In Repubblica Dominicana la produzione di questo serial è iniziato grazie ad Venevisión International, Iguana Productions e Antena Latina Productions. La prima prodotta è stata María José nel 1986.

### Russia
La prima telenovela introdotta è stata nel 1988 in una versione ridotta di La schiava Isaura nel canale principale. Dagli anni 2000, furono proposte altre telenovele latinoamericane. Sono stati prodotti anche alcuni adattamenti di serie straniere.

### Spagna
In Spagna, il termine telenovela è conosciuto come 'culebrones' per le trame contorte proposte. I maggiori produttori sono Telecinco, Antena 3 e La 1. Ci sono anche alcune telenovele regionali registrate in catalano e in basco prodotte dalla EITB e TV3.
Nel paese iberico le telenovela sudamericane sono giunte negli anni 1980, prima nelle reti televisive delle varie comunità, e successivamente sul TVE, la televisione pubblica nazionale. La prima telenovela trasmessa da quest'ultima fu la messicana Anche i ricchi piangono nella fascia mattutina. Successivamente TVE trasmise altre telenovele non solo nella fascia mattutina, ma anche nel primo pomeriggio, tra le quali quella più celebre fu la venezuelana Cristal, con Jeannette Rodríguez Delgado, che arrivò a toccare 8 milioni di spettatori ed il 50% di share. Degna di nota è la telenovela spagnola Il segreto, prodotta da Antena 3 e in Italia trasmessa a partire dal 2013 su Canale 5, che a dicembre 2017, con i suoi 1718 episodi è diventata la telenovela spagnola più longeva. Ha ottenuto picchi di ascolto molto alti, sempre superiori ai 2 milioni di telespettatori, confermandone la messa in onda anche il sabato e la domenica.

### Stati Uniti d'America
La maggior parte dei teleromanzi prodotte negli Stati Uniti d'America sono prodotte in lingua spagnola e destinate ad un pubblico ispanico.
Qui alcune telenovele in lingua inglese e destinate ad un pubblico anglofono sono state prodotte dopo gli anni 2000. Tra le altre si può citare: Desire, Fashion House, Watch Over Me, con un discreto successo nei loro debutti. In altri casi come American Heiress e Saints & Sinners, sono state cancellate dai palinsesti. Tutte non superavano i canoni dei 100 episodi, con un massimo di 70 episodi.
I maggiori produttori di telenovele in lingua spagnola negli Stati Uniti d'America sono: Telemundo e Univision.
Le uniche telenovele statunitensi, ad oggi, arrivate in Italia sono: Maddalena e Il segreto della nostra vita negli anni novanta e Pasión prohibida e Eva Luna a partire dal 2014.

### Turchia
Le telenovele turche sono prodotte principalmente a Istanbul, poiché le compagnie televisive hanno scelto di stabilirsi lì dopo l'ondata di liberalizzazione per la televisione privata negli anni 1990. I canali televisivi turchi che producono drammi includono TRT, Kanal D, atv, Star TV, Show TV, Fox, TV8 e Kanal 7. Il mercato delle telenovele turche è caratterizzato da una forte concorrenza locale: delle 60 serie prodotte ogni anno nel paese, quasi Il 50% non dura più di 13 episodi a causa della forte concorrenza tra i diversi canali locali, con conseguente alta qualità e popolarità delle produzioni a più lungo termine.

### Venezuela
Le telenovele in Venezuela sono prodotte maggiormente da RCTV e Venevisión. Alcune di quelle prodotte da quest'ultimo sono state trasmesse anche da Univision negli Stati Uniti d'America.
Famose telenovele venezuelane in Italia sono: Topazio, Señora, Marilena, Leonela, Cristal e La ragazza del circo negli anni ottanta, Kassandra negli anni novanta e Dolce Valentina negli ultimi anni.

## Valori sociali
La telenovela è uno spettacolo televisivo che coinvolge, specie nell'America Latina, tutte le generazioni e tutte le classi sociali e riesce ad accontentare ciascun telespettatore della propria condizione sociale.
Nell'America Latina ha anche un valore pedagogico, visto che ci sono anche teleromanzi per i bimbi. Inoltre la telenovela propone i problemi della quotidianità: l'uguaglianza tra il ricco e il povero, tra il bianco e il nero, tra la donna e l'uomo.
Certo è che questo spettacolo televisivo viene usato anche dagli stessi governi che vogliono adottare la formula del panem et circenses, tant'è che diventano manie collettive soprattutto in paesi poveri, in paesi dove c'è un forte contrasto tra la borghesia e il proletariato, o anche in paesi dilaniati da guerre e conflitti sociali.
Per comprendere l'impatto che le telenovelas hanno sui comportamenti e i consumi della gente nei loro paesi d'origine è sufficiente sapere come in Brasile, quando va in onda una puntata finale di una telenovela di un certo successo, le strade si sfollano proprio per andare a vederla e ci si incontri per cena a trasmissione conclusa; molto degno di nota, data l'attenzione e i commenti catalizzati dai brasiliani, un fatto tragico che ne ha fatto da sfondo: il 28 dicembre 1992, venne trovata uccisa Daniela Perez, la star protagonista di De corpo e alma, del cui assassinio fu accusato Guilherme de Pádua, che con lei stava registrando una telenovela come coprotagonista: secondo la dinamica degli eventi entrambi, poche ore prima del delitto, avevano girato un episodio in cui Pádua recitava il ruolo del giovane fidanzato furente perché la Perez aveva rotto con lui (entrambi erano sposati, oltre al fatto che lei aspettava un bambino). Durante il processo i testimoni dichiararono come Pádua avesse preso così sul serio il ruolo da finire col non distinguere più la vita reale dalla sceneggiatura, scritta, ironia della sorte, dalla madre della Perez; La notizia fece eclissare decisamente in secondo piano in quei giorni quelle delle dimissioni del presidente Fernando Collor de Mello.

## Impatto culturale
Le telenovele hanno grande popolarità in tutta l'America Latina e in paesi come Portogallo, Spagna, Italia, Grecia, Europa orientale, Asia centrale, Turchia, Cina, Filippine, Indonesia, Israele, Slovenia e alcuni paesi dell'Africa, specialmente nella ex-colonia spagnola della Guinea Equatoriale dove sono trasmesse quelle messicane.
Secondo un rapporto dell'UNESCO, nel 1999 in Costa d'Avorio molte moschee hanno inoltrato i propri orari di preghiera per guardare la telenovela Marimar.
Nel 1993 ci fu un progetto per invitare le attrici Victoria Ruffo e Verónica Castro, allora protagoniste di alcune telenovele, per le elezioni in Russia. La Ruffo e la Castro erano considerate le attrici più famose in quello Stato, tanto che furono invitate nel 1991 e nel 1994 a ricevere un riconoscimento da parte dello Stato.

## Dipendenza da telenovela
Questo genere di serialità si prefigge lo scopo di tenere desta l'attenzione dei telespettatori, creando in questi un'inaudita eccitazione. La dipendenza si instaura nella regolarità delle trasmissioni e si comincia a manifestare durante le sospensioni nel fine settimana. La mancanza di questa "pillola quotidiana" viene quindi concepita come una privazione (in modo particolare nelle donne, soprattutto per le ragazze).
Lo spettatore più "organizzato" potrà rivedere alcune scene o intere puntate ricorrendo al videoregistratore o guardandole in streaming da internet, gli altri invece dovranno fare conto con ansia, agitazione e scollamento dalla vita reale.
Si crea anche una forte empatia con i personaggi delle telenovele che possono così alterare la vita sociale del telespettatore, addolcendo o a volte anche inasprendo i rapporti con i famigliari e gli amici. Alcuni studi hanno individuato i sintomi principali: parlare con la TV, evitare di fare qualsiasi attività durante la telenovela o dare ai propri bambini i nomi degli eroi televisivi.

## Uso derivato del termine
Per estensione del termine, si chiama telenovela una storia o una vicenda lunga, interminabile, a volte monotona e un po' melodrammatica. Per esempio: "A che punto siamo con la telenovela delle dimissioni del ministro?"; "Il vostro non è un fidanzamento, è una telenovela".